# Ragnhild Pohanka
Ragnhild Pohanka (31 de maio de 1932 - 18 de novembro de 2021) foi uma política sueca. Membro do Partido Verde e mais tarde do Partido da Esquerda, ela serviu no Riksdag de 1988 a 1991 e novamente de 1994 a 1998.
Em 1984, Ragnhild Pohanka e Per Gahrton foram nomeados os primeiros porta-vozes do Partido Verde sueco.